# Вест-Бенд (Вісконсин)
Вест-Бенд (англ. West Bend) — місто (англ. city) в США, в окрузі Вашингтон штату Вісконсин. Населення — 31 752 особи (2020).

## Географія
Вест-Бенд розташований за координатами 43°25′8″ пн. ш. 88°10′54″ зх. д. / 43.41889° пн. ш. 88.18167° зх. д. (43.418812, -88.181696).  За даними Бюро перепису населення США в 2010 році місто мало площу 38,11 км², з яких 37,72 км² — суходіл та 0,39 км² — водойми.

## Демографія
Згідно з переписом 2010 року, у місті мешкало 31 078 осіб у 12 769 домогосподарствах у складі 8250 родин. Густота населення становила 815 осіб/км².  Було 13546 помешкань (355/км²).
Расовий склад населення:
| - 94,8 % — білих - 1,0 % — чорних або афроамериканців - 0,8 % — азіатів - 0,4 % — корінних американців - 1,4 % — осіб інших рас |

До двох чи більше рас належало 1,7 %. Частка іспаномовних становила 3,9 % від усіх жителів.
За віковим діапазоном населення розподілялося таким чином: 24,7 % — особи молодші 18 років, 60,7 % — особи у віці 18—64 років, 14,6 % — особи у віці 65 років та старші. Медіана віку мешканця становила 37,0 року. На 100 осіб жіночої статі у місті припадало 93,4 чоловіків;  на 100 жінок у віці від 18 років та старших — 90,7 чоловіків також старших 18 років.
Середній дохід на одне домашнє господарство  становив 67 580 доларів США (медіана — 57 060), а середній дохід на одну сім'ю — 82 323 долари (медіана — 71 243). Медіана доходів становила 51 086 доларів для чоловіків та 35 011 долар для жінок. За межею бідності перебувало 7,9 % осіб, у тому числі 9,7 % дітей у віці до 18 років та 5,2 % осіб у віці 65 років та старших.
Цивільне працевлаштоване населення становило 16 492 особи. Основні галузі зайнятості: виробництво — 22,6 %, освіта, охорона здоров'я та соціальна допомога — 21,5 %, роздрібна торгівля — 15,4 %.